# 王永航
王永航（1973年2月17日—），山東莒南人，中國遼寧省大連市維權律師。因為受到高智晟律師公開信影響而思考法輪功問題及中國人權現況，自2007年起代理法輪功學員多個案件進行無罪辯護，2008年公開上書中央當局及最高司法機關呼籲糾正錯誤，2008年遭秘捕並判刑七年，是中國截至2009年遭判刑期最重的維權律師，關在瀋陽第一監獄期間遭酷刑且身體患病而生命垂危，但專業就醫的要求遭獄方拒絕。王案多次被列入聯合國人權報告、美國宗教自由人權報告，國際特赦組織、歐洲律師公會理事會、英格蘭及威爾士律師公會皆公開呼籲當局釋放。
中國著名律師滕彪讚譽王為最勇敢的律師之一，2012年獲頒「十佳維權律師獎」。王的辯護律師蘭志學形容王永航「乐观，刚毅，熟知法律，擅思考，有口才」，非常關心高智晟的下落。

## 早年經歷
畢業於大連鐵道學院（後更名為大連交通大學）機械工程系。1997年至2003年在大連機車車輛廠工作，1999年通過全國律師資格考試後，曾在大連機車車輛廠擔任法律顧問，2003年辭職成為執業律師。

## 上書當局及最高司法機關
2008年5月3日发表致胡錦濤、溫家寶公开信，指出當局以刑法300条作為法輪功学员的罪名是違反法律、違反憲法，呼籲當局改正並釋放法輪功信仰者。2008年5月遭當局無理由非法剝奪律師執業資格後，王永航7月17日再發表致中國最高司法機關（兩高）公開信《昔日鑄大錯，如今宜速清遺禍 （页面存档备份，存于）》進行法律分析，從法律、犯罪构成四要件，重申以刑法300條將法輪功學員入罪並不成立，他認為中国各级法院對此的错误判决是中國法律史上「最荒唐最不该发生的事，将使大陆司法界、乃至后世法律人为此而蒙羞。」。2008年8月27日北京奧運期間再發表《今天有幸為法輪功信仰者做辯護 （页面存档备份，存于）》。

## 遭秘捕並重判七年
2009年7月4日，王被二十多名公安及国保人员違法抄家秘密綁架並被打成腳部粉碎性骨折，其妻于曉艷遭短暫非法关押，近八十歲老母親則遭恐嚇。同年10月被法院秘密審判，律師、家屬均不被當局准許出席審判，11月遭判處7年有期徒刑。。判刑理由之一是他在海外发表文章，他是中共当局截至2009年遭判刑期最重的维权律师。人權組織自由之家認為，当局重判王，是对维权律师发警告信号：他们也可能面临监禁。據新唐人引述知情者消息，如同高智晟律師案，抓捕王永航也是由中共中央政法委書記周永康親自下令。
英國《每日電訊報》2009年8月報導，包括王永航等多位知名維權律師遭關押、吊銷執照，因正逢中共建政60年，當局正收緊控制、進入「打壓模式」。

## 獄中酷刑，生命垂危
被關押在瀋陽第一監獄期間，王遭到酷刑對待而出現癱瘓症狀，病重而陷入生命垂危，獄方仍拒絕家人提出醫療檢查的要求。獄方對外表示，王的狀況良好，但對內仍加以酷刑。

## 國際關注營救
香港中国维权律师关注组及國際特赦組織呼籲國際關注營救。王永航案被列入聯合國2010年人權報告，及美國國務院發表的美國國際宗教自由委員會2011、2012、2013年度人權報告。
歐洲律師公會理事會主席2009年致信胡錦濤、英格蘭及威爾士律師公會主席2010年致信溫家寶，呼籲當局釋放王永航。
台灣兩岸協議監督聯盟召集人賴中強律師，以王永航等案為例，呼籲馬英九政府若要開放兩岸法律市場，必須先保障中國律師安全執業環境。